# Cordillera Escalera
La cordillera Escalera es una cadena montañosa que está situada en los Andes del Perú. Está dividida políticamente entre los departamentos de San Martín y Loreto.

## Descripción
La cordillera Escalera se extiende en dirección NNW-SSE en una longitud de 150 km a lo largo del límite de los dos departamentos de San Martín y Loreto. Limita al sureste con el valle del río Huallaga. Allí se une la cordillera Azul por el sur. En el norte, la intersección de las áreas de captación de los ríos Cahuapanas, Yanayacu y Huascayacu forma la transición a la cordillera Cahuapanas, que corre más al noroeste. El punto más alto se encuentra en el noroeste y tiene una altura de unos 2220 m La cadena montañosa de hasta 30 km de ancho consta esencialmente de dos cordilleras que corren paralelas en secciones. El río Mayo fluye por el flanco suroeste y lo drena junto con su afluente río Cumbaza. En el sureste hay dos valles de avance del Huallaga. En el noreste, la cordillera Escalera limita directamente con las tierras bajas del Amazonas. Los ríos Cainarache, Shanusi y Paranapura drenan las montañas con sus afluentes al noreste.

## Ecología
La cordillera Escalera está cubierta principalmente de selva tropical y tiene una alta biodiversidad. Forma el hábitat de muchas especies animales en peligro de extinción, especialmente anfibios. En 2005, se estableció la Área de conservación regional Cordillera Escalera de 1498,7 km².

## Importancia geológica
La cordillera Escalera muestra presencia de hidrocarburos. Esto generó conflictos entre la posición del Gobierno Regional de San Martín de aprovechar los hidrocarburos en 2009, porque presuntamente afectaría el agua que se origina en la cordillera.